# Шестак Надія Петрівна
Наді́я Петрі́вна Шеста́к (нар. 21 квітня 1962, Копєйськ, Челябінська область, РРФСР) — українська естрадна співачка, Народна артистка України, Заслужена артистка України (1993). Народна артистка України (1998).

## Біографія
Надія Шестак народилася і виросла на Південному Уралі, в Челябинській області, в сім'ї українців. Закінчила Київський інститут культури (диригентсько-хорове відділення) в 1983 році.
Виступала в складі знаменитого ансамблю «Мрія», який виступав разом з Миколою Гнатюком.
Після того, як колектив «Мрії» розпався, Надія Шестак працювала у Миколи Мозгового в його гурті «Вересень». У цьому колективі до неї прийшли перші успіхи, зокрема — друге місце на конкурсі артистів естради України в 1986 році, приз глядачів на відбірковому турі телеконкурсу «Юрмала-87», третє місце на всесоюзному конкурсі виконавців «Ялта-88», лауреат Міжнародного конкурсу професійних вокалістів «Вільнюс-93».
У 1991 році Шестак припиняє виступи на естраді. Навчається у Московському музично-педагогічному інституті ім. Гнесіних в класі Олександра Градського. Пізніше працювала на телебаченні ведучою програм «Зичимо щастя», "Монітор у Національної телевізійної телекомпанії України.
З 1993 року також повернулася і на музичну сцену, і відразу ж стала лауреатом Міжнародного конкурсу професійних вокалістів у Вільнюсі. В цьому ж році отримала звання Заслуженої артистки України.
На початку 1996 року вона починає запис головної ролі мюзиклу Арнольда Святогорова «Роксолана», а до літа фірма НАК розтиражовує її першу касету. В 1998 році їй присвоєне звання Народної артистки України.
У 1999 році виходить ще дві касети співачки — «Сину, Ангел мій» та «Я горжусь тобой отец», згодом об'єднані за рік в одному CD-збірнику «Ностальгія». У цьому ж році Надію Шестак нагородили «Орденом княгині Ольги». Згодом, за сімейними обставинами, вона переїхала на помешкання до Москви і в черговий раз полишила вітчизняну естраду — на «Радіо Росії» вона вела програму «Поющая Украина».
Повернення в Україну відзначилося зміною сценічного імені на Надія Крутова-Шестак. Лейбл «Атлантик» один за одним випустив три компакт-диски співачки: «Віри, Любові…», «Жіноча доля», «Нареченная Надеждой».
Нині Шестак Надія Петрівна живе і працює у м. Києві.
Веде активну доброчинну діяльність. Упродовж багатьох років очолює художню раду Всеукраїнського фестивалю мистецтв «Майбутнє України — діти!»

## Родина
- Батьки — Петро Борисович та Ольга Федорівна Шестак, українці, яких на початку 30-х років виселили з Чернігівщини на Урал.[4] Жили у м. Копєйськ в Челябінській області. Батьку Надія присвятила пісню «Я горжусь тобой, отец», мамі — пісню «До маминих очей» («Мамо, тобі низесенько вклонюсь»)
- Чоловік — Василь Васильович Крутов, генерал-лейтенант, перший командир української «Альфи», з 14 квітня по 7 липня 2014 керівник АТО СБУ.Два сини.[4] Первісток Олег[4], якому Надія присвятила пісню «Сину, ангел мій»[5]

## Нагороди і відзнаки
1993 — почесне звання «Заслужений артист України»
1998 — найвище почесне звання «Народний артист України»
2000 — Орден Княгині Ольги 3-го ступеня
2001 — Міжнародна премія імені В.Винниченка
2012 — Міжнародна премія ЗА ДОБРОЧИННІСТЬ МДФ «Українська хата»

## Дискографія
- 1996 — Зустрічаймо любов (касета)
- 1999 — Сину, Ангел мій (касета)
- 1999 — Я горжусь тобой, отец (касета)
- 2000 — Ностальгія (CD-Audio)
- 2001 — Сину, Ангел мій (CD-Audio)
- 2004 — Віри, Любові… (CD-Audio)
- 2005 — Жіноча доля (CD-Audio)
- 2005 — Нареченная Надеждой (CD-Audio)

## Публікації
Надія Шестак: Звертаюсь до народних артистів України./Публіцистика.//Урядовий кур'єр: газета.-1999,11 грудня. С.16